# Honnebagi, Channagiri
Honnebagi là một làng thuộc tehsil Channagiri, huyện Davanagere, bang Karnataka, Ấn Độ.